# Dolenje Dole
Dolenje Dole je naselje u slovenskoj Općini Škocjanu. Dolenje Dole se nalazi u pokrajini Dolenjskoj i statističkoj regiji Jugoistočnoj Sloveniji. 

## Stanovništvo
Prema popisu stanovništva iz 2002. godine naselje je imalo 98 stanovnika.